# Heinrich Neuhaus

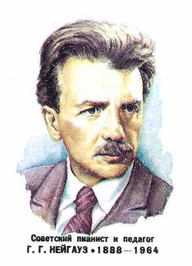
Heinrich Neuhaus

Heinrich Gustav Neuhaus (russisch Генрих Густавович Нейгауз Genrich Gustawowitsch Neigaus, wiss. Transliteration Genrich Gustavovič Nejgauz; * 31. Märzjul. / 12. April 1888greg. in Jelisawetgrad; † 10. Oktober 1964 in Moskau) war ein russischer Pianist und bedeutender Musikpädagoge.

## Leben
Heinrich Neuhaus wuchs in einer russlanddeutschen Musikerfamilie auf, seine Eltern waren Klavierlehrer. Sein Vater Gustav entstammte einer Fabrikantenfamilie aus der niederrheinischen Stadt Kalkar; ihr gehörte die Pianofortefabrik W. Neuhaus Söhne. Seine Mutter Olga „Marta“, geb. Blumenfeld, war die ältere Schwester des österreichisch-polnischen Komponisten, Dirigenten und Pianisten Felix Blumenfeld. Seine Großmutter, Maria Szymanowska, war eine Verwandte von Karol Szymanowski.
Neuhaus nahm zunächst Unterricht bei seinem Vater, von 1903 bis 1904 dann bei Aleksander Michałowski in Warschau. Seine ersten beachtenswerten Auftritte mit Chopins 2. Klavierkonzert und Richard Strauss’ Burleske fanden im Jahre 1904 in Dortmund, Bonn, Köln und Berlin statt. Nach ausgedehnten Konzertreisen war er ab 1905 Schüler von Leopold Godowsky in Berlin an der Königlichen Akademischen Hochschule für Musik, weiterhin Schüler von Paul Juon und Heinrich Barth, ebenfalls Berlin, sowie von 1912 bis 1914 Meisterschüler erneut bei Godowsky an der Wiener Musikakademie. 1915 kehrte er nach Russland zurück, absolvierte am Petrograder Konservatorium ein Diplom als „Freier Künstler“ und lehrte zunächst in Tiflis. Nach einer Professur am Konservatorium in Kiew wechselte er 1922 ans Moskauer Konservatorium, wo er von 1935 bis 1937 als Direktor wirkte und bis zu seinem Tode blieb. Schwerpunkt seiner Tätigkeit war hier die Lehre. Zu seinen Schülern zählten berühmte Pianisten wie Emil Gilels, Swjatoslaw Richter, Igor Schukow, Victor Eresko, Wladimir Krainew, Margarita Feodorowa, Wera Gornostajewa, Elisso Wirsaladse, Maria Gambarjan und Radu Lupu. Zu seinen Assistenten gehörten sein Sohn Stanislaw Neuhaus, Jewgeni Malinin sowie seit 1955 sein Schüler Lew Naumow; dieser wurde nach Neuhaus’ Tod sein Nachfolger am Moskauer Konservatorium.
Heinrich Neuhaus heiratete insgesamt drei Mal. Seine erste Frau Sinaida Nikolajewna heiratete nach der einvernehmlichen Trennung 1930 den Schriftsteller Boris Pasternak. Mit ihr hatte Neuhaus zwei Kinder: Adrian („Adik“), dessen Tod im Jahre 1945 einen schweren Schicksalsschlag für Neuhaus darstellte, sowie den Sohn Stanislaw, Pianist wie sein Vater. Aus der zweiten Ehe mit Miliza Sergejewna Sokolowa-Borodkina ging die Tochter Milica hervor. Die dritte Ehe mit der Schweizerin Sylvia Aichinger blieb kinderlos.
Weitere Schicksalsschläge im Leben von Neuhaus waren eine Diphtherie im Jahre 1933 sowie eine Festnahme mit anschließender Haft im Jahre 1941. Neuhaus wurde damals verdächtigt, auf den Einmarsch der Deutschen zu warten, als die Truppen der Wehrmacht nahe Moskau standen und er in der russischen Hauptstadt verblieb.
Ein Enkel von Neuhaus ist der Pianist Stanislaw Bunin, Sohn von Stanislaw Neuhaus.

## Schriften
- Die Kunst des Klavierspiels. Gerig, Bergisch Gladbach 1967, ISBN 3-87252-017-2 (Nachdruck 2003).